# What a Beautiful Name
"What a Beautiful Name" é uma canção do grupo australiano de louvor e adoração Hillsong Worship. A canção, escrita e liderada por Brooke Ligertwood e co-escrita com Ben Fielding, refere-se à promessa de salvação por meio de Jesus Cristo representada por Seu Santo Nome. O "single excelente de gêneros" contribuiu para Hillsong ser nomeado como ' Melhor Artista evangélico da Billboard do ano de 2017. "que nome lindo " ganhou dois prêmios Dove para a música do Ano e música de Adoração do Ano em 2017. Ganhou o Grammy de 2018 de Melhor Performance/Canção de Música Cristã Contemporânea. "que nome lindo" foi lançado no dia 6 do janeiro do ano de 2017, como o primeiro single do 25º álbum gravado ao vivo, chamado de Let There Be Light gravado em no ano de 2016.

## Experiência
o "que nome lindo" foi composto em dezembro de 2015 em Sydney, Austrália, para a próxima Conferência Hillsong, a reunião anual da igreja. O fundamento bíblico da música pode ser encontrado em hebreus 1:1,1:4, colossenses 1:15,1:20 e colossenses 1:26 e 1:27.

## Composição
De acordo com a partitura publicada no Sheetmusicdirect.com pela publicadora Hillsong, a música "que nome lindo" é uma balada lenta que tem 68 batidas por minuto. Foi Escrita em tempo comum, a música está na tonalidade de Ré maior. O alcance vocal da cantora Brooke Ligertwood vai de A3 a B4 durante a música.

## Vídeo-música
Um vídeo para a música foi gravado na Hillsong Conference na cidade de Sydney, e, foi lançado no dia 30 do mês de setembro do ano de 2016. O vídeo do YouTube tem mais de 450 milhões de visualizações em 28 de julho de 2022.